# Monika Brosovszky
Monika Isabela Brosovszky, coniugata Boriga (Arad, 12 marzo 1974), è un'ex cestista rumena.
Alta 175 cm per 61 kg, giocava come guardia.

## Carriera
Con la Romania ha disputato tre edizioni dei Campionati europei (1995, 2001, 2007).